# Comitat de Požega-Slavonie
Le comitat de Požega-Slavonie (en  croate Požeško-slavonska županija) est un comitat de Croatie situé au centre de la Slavonie. Selon le recensement de 2011, sa population était de 78 034 habitants.

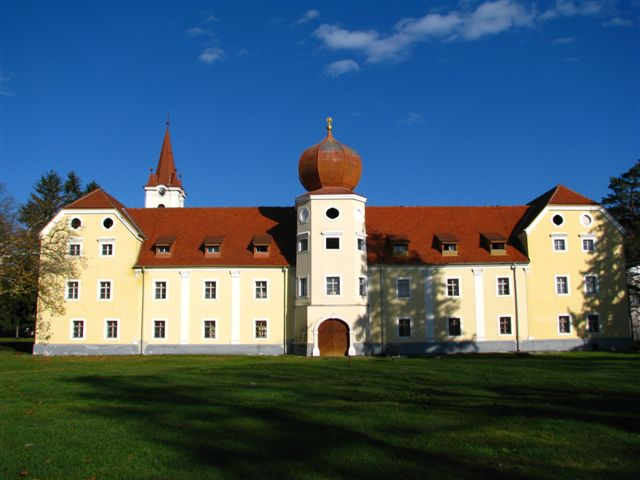
Kutjevo

## Géographie
Le comitat de Požega-Slavonie borde le comitat de Bjelovar-Bilogora au nord-ouest, le comitat de Virovitica-Podravina au nord, le comitat de Brod-Posavina au sud et le comitat de Sisak-Moslavina au sud-ouest.

## Subdivision administrative
Le comitat de Požega-Slavonie est divisé en 4 villes et 6 municipalités.
- Ville de Požega (Siège du comitat)
- Ville de Lipik
- Ville de Pakrac
- Ville de Pleternica
- Municipalité de Brestovac
- Municipalité de Čaglin
- Municipalité de Jakšić
- Municipalité de Kaptol
- Municipalité de Kutjevo
- Municipalité de Velika

## Gouvernement du comitat
Depuis les élections d'avril 2006, le Župan (préfet) du comitat est Zdravko Ronko (SDP). L'assemblée du comitat, comptant 41 représentant est présidée par Rastislav Navratil (SDP) et est composée comme suit :
- SDP : 22 représentants;
- HDZ : 11 représentants;
- HSS : 3 représentants;
- Liste indépendante Antun Lovrić : 3 représentants;
- Bloc croate : 3 représentants.